# Бардаш, Юрий Фёдорович
Гео́ргий Фёдорович Ба́рдаш (более известный под именем Ю́рий; укр. Юрій Федорович Бардаш; род. 23 февраля 1983, Коммунарск, Ворошиловградская область) — украинский и российский продюсер, хореограф, певец. Основатель и продюсер проектов «Quest Pistols», «Quest Pistols Show», «Грибы», «Нервы», а также певицы Луны и певца Wellboy.
В 2024 году Бардаш получил российский паспорт. Ранее, в 2022 году, он заявил, что решил сменить имя с Юрия на Георгия по рекомендации священника Псково-Печерского монастыря и взять российское гражданство.

## Биография

### Quest: начало танцевальной карьеры
Юрий Бардаш родился 23 февраля 1983 года в нынешнем Алчевске, где предположительно в 2000 году начал заниматься брейк-дансом в местном клубе «Поиск» (отсюда появилось символическое английское название Quest будущего балета).
После выпуска из училища (по специальности «токарь»), в августе 2002 года переехал в Киев. Чтобы прокормить себя, сначала «крутил» брейк-данс на Крещатике, а потом танцевал в разных балетах. Впоследствии был приглашён в мюзикл «Экватор», для которого набрал команду из ещё четырех танцоров брейк-данса. В то же время Юрий Бардаш начал заниматься постановкой номеров и менеджментом: искал возможности другого заработка для своего коллектива.
Когда Бардаш ещё не считался хорошим танцором, он уже набрал класс из 20 девушек, которых начал учить танцам. Обучение других ускорило его собственное развитие и одновременно приносило некоторую прибыль. В 2005 году Юрий Бардаш исполнил танцевальное соло для клипа «Дискомалярия» белорусского рэпера Серёги.

### Quest Pistols: первый музыкальный коллектив
После свёртывания мюзикла «Экватор», Юрий Бардаш, в рамках собственного балета «Quest», уже работал с танцорами Никитой Горюком, которого он встретил после переезда в Киев, и Константином Боровским. Впоследствии к ним присоединился Антон Савлепов . Именно эта троица танцоров в 2007 году стала начальным составом музыкальной группы «Quest Pistols».
По воспоминаниям Бардаша, идея возникла, когда в очередную фотосессию балета попали эти три участника, а на репетиции он услышал музыку группы Shocking Blue. В то же время его познакомили с фронтменом группы «Димна Суміш» Александром Чемеровым, которому Бардаш предложил принять участие в создании музыкального проекта. Чемеров тогда начал писать слова и музыку для группы, взяв (в рамках этого сотрудничества) псевдоним Изольда Чэтха. Группа получила мгновенную популярность на Украине со своим первым хитом «Я устал» — кавер-версии песни «Long and Lonesome Road» группы Shocking Blue, а уже через пару лет стала постепенно перебираться в Россию.
В 2008—2009 годах Юрий Бардаш был продюсером реалити-шоу «Любовь и музыка» на телеканале M1, в рамках которого был создан одноимённый девичий музыкальный коллектив.
В мае 2009 года украинское издание «ТВ-Гид» сообщило, что Бардаш продал группу «Любовь и музыка» продюсеру Евгению Фешаку «за сотни тысяч свободно конвертируемых денег».
В 2010 году Юрий Бардаш с женой Кристиной переехал в США. Американский шоу-бизнес послужил вдохновением для творчества супругов. В то же время они стали вегетарианцами.
В 2012 году в Лос-Анджелесе у них родился сын Георгий.
Во время американского периода начался разлад отношений в группе Quest Pistols. По возвращении на Украину Юрий Бардаш обновил концепцию группы, переименовал её в Quest Pistols Show, а состав группы полностью изменился.

### Луна и «Грибы»: продюсер и исполнитель рэпа
В 2016 году Юрий Бардаш вывел на сцену сразу два новых музыкальных проекта: певицу Луну (творческий псевдоним Кристины Бардаш) и хип-хаус группу «Грибы». Оба проекта, как в свое время «Quest Pistols», мгновенно приобрели популярность.
В 2017 году, на пике популярности рэп-группы «Грибы», рэпер Серёга посвятил Юрию Бардашу клип на песню «Антифриз», в которой раскритиковал его и других звёзд шоу-бизнеса. В частности, в песне есть обращение к Бардашу: «Что тебе надо: звонкие пенни или статья о тебе в Википедии?»

### Неошансон с Юрием Бардашем
В сентябре 2023 года совместно с Радио Шансон Бардаш организовал конкурс на лучшие авторские песни «Неошансон с Юрием Бардашем».

## Общественно-политическая деятельность
В 2022 году после вторжения России на Украину Юрий Бардаш сообщил, что ему не жалко жителей Украины, призвал Украину к капитуляции перед Россией и заявил, что, по его мнению, осуждение украинцами вторжения России в Украину и тех россиян, кто вторжение поддерживают, приводит к противостоянию между народами.
Весной 2022 года с женой переехал в Грузию. В июле из-за антиукраинской позиции Бардаша от него ушла жена Елизавета Коцюба.
22 июля Бардаш сообщил, что бежал из Грузии в Россию, перейдя вброд абхазско-грузинскую границу, и находится в Москве. В этот же день на YouTube-канале YOURA появился клип на песню POZICIYA в которой Бардаш рассказал «про восемь лет» и «кладбище детей», возложил ответственность за начало вторжения 2022 года на США и Владимира Зеленского, призывая последнего сдаться, а также выразил поддержку действиям ВС РФ.
В 2023 году выступил с песней «Соколка» на церемонии вручения российской 2-й Национальной премии интернет-контента. Песня была исполнена совместно с хором Сретенского монастыря и группой «Родная речь».
11 апреля 2025 года внесён в санкционный список Украины против «пропагандистов войны и тех, кто оправдывает Россию».

## Уголовное дело
В мае 2024 года СБУ заочно предъявила обвинения Юрию Бардашу по четырем статьям уголовного кодекса Украины. Его подозревают в оправдании вторжения российских войск на Украину, «пропаганде войны», публикации «антиукраинских сообщений», публичных призывах к насильственному свержению конституционного строя и распространении материалов с призывами к изменению границ Украины. Расследование ведут сотрудники СБУ в Винницкой области.

## Видеоклипы
| Год  | Артист  | Клип           | Роль   |
| ---- | ------- | -------------- | ------ |
| 2005 | Серёга  | «Дискомалярия» | танцор |
| 2010 | Скрябин | «Квинты»       | актёр  |
| 2016 | «Грибы» | «Интро»        | певец  |
| 2016 | «Грибы» | «Копы»         | певец  |
| 2016 | «Грибы» | «Велик»        | певец  |
| 2017 | «Грибы» | «Тает лёд»     | певец  |
| 2018 | YOURA   | «PRAKTIKA»     | солист |
| 2019 | YOURA   | «GRUZOVIK»     | солист |
| 2019 | YOURA   | «ACTIVITY»     | солист |
| 2019 | YOURA   | «NET»          | солист |
| 2020 | YOURA   | «Kukushka»     | солист |
| 2020 | YOURA   | «TARAKAN»      | солист |
| 2022 | YOURA   | «POZICIYA»     | солист |